# Collège Saint-Joseph (Chimay)
Pour les articles homonymes, voir Collège Saint-Joseph.
L'Institut Saint-Joseph est un établissement d'enseignement secondaire catholique établi à Chimay (Belgique). Fondé en 1877 ce collège fait aujourd'hui partie du Centre d'Enseignement Secondaire (CES) Saint-Joseph de Chimay regroupant l'Institut Notre-Dame, l'Institut Saint-Joseph et l'école primaire Saints-Pierre-et-Paul.
Sa devise est Per ardua fortis (Courageux dans la difficulté).

## Contexte
Il existait déjà en 1673 un « Collège Saint-Bernardin » à Chimay sur le site du couvent des Récollets. Il disparaît en 1796 et les bâtiments sont rachetés par la ville de Chimay en 1802 qui y ouvrira en 1810 un Collège communal qui deviendra plus tard un Athénée Royal.
En 1839, le vicaire de Chimay permit la fondation par les sœurs de Notre-Dame d'un établissement d'éducation féminine. Deux ans plus tard, le pensionnat Notre-Dame qui allait permettre l'éducation des jeunes filles voit le jour et perdura jusqu'en 1977. Des maisons contiguës furent, au fil des ans, achetées ou louées pour être aménagées en classes. 
En parallèle, les Frères des Écoles chrétiennes s'installèrent en 1837 dans un local situé près de l'ancienne église pour tenir une école de garçons. En 1859, les Frères déménagent vers la rue de la Socque dans un bâtiment gracieusement offert. En 1877, les Frères  quittent Chimay mais, à la demande du doyen de la ville, les cours se poursuivent durant la construction du collège épiscopal voulu par l'évêque de Tournai, Mgr Dumont. Elle durera deux ans, de 1877 à 1879.

## Histoire et chronologie
Le Collège ouvre ses portes en 1877.
Le 27 mars 1878, pose de la première pierre du bâtiment principal.

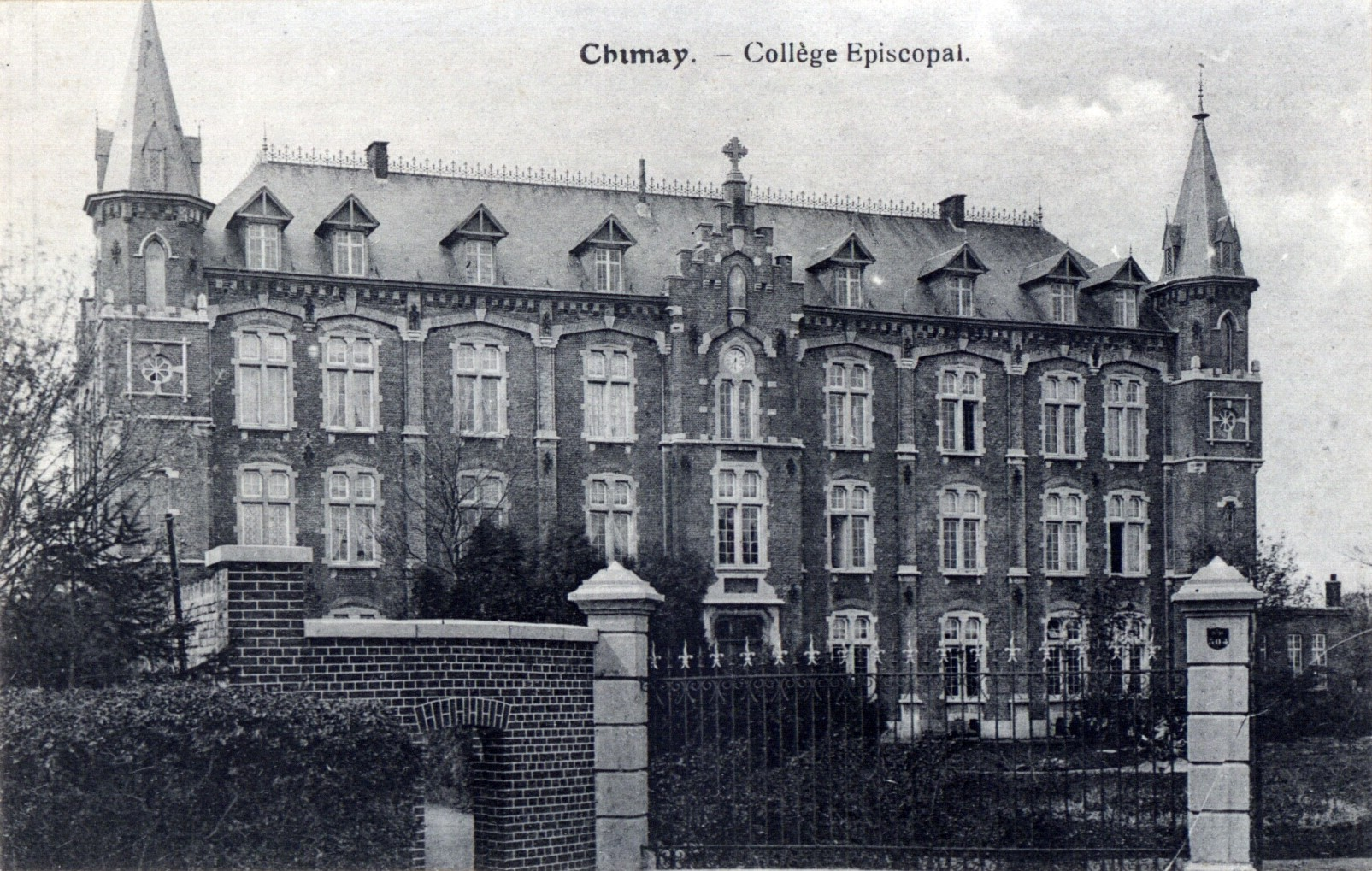
Le Collège Épiscopal à la fin du XIXe/début du XXe siècle

En 1954, inauguration de l'aile est.
En 1955, acquisition d'une propriété annexe au Collège qui deviendra l'école agricole.
En 1963, rachat d'une maison appartenant aux religieuses de Saint-Pierre Claver pour permettre la création des ateliers de la section électro-mécanique de l'Institut Saint-Joseph.
En 1970, début de la coéducation.
En 1972, transfert de la section moyenne inférieure de l'Institut Notre-Dame.
En 1976, construction du centre sportif.
En 1977, festivités du centenaire de l'école.
En 1982, création du CES Saint-Joseph de Chimay par le regroupement du Collège avec l'Institut Notre-Dame et l'Institut Saint-Joseph. 
En 1993, construction des nouvelles classes de 1re secondaire.
En 1996, construction des nouvelles classes de 2e et 3e secondaire.
En 2003, construction de 7 classes et d'un hall pour l'option mécanique automobile.
En 2005, construction des nouveaux ateliers pour remplacer ceux qui avaient brûlé quelques années auparavant.
En 2009, l'école remporte le Prix belge de l'Énergie et de l'Environnement 2009 pour son projet http://www.erecole.be

## Aujourd'hui
Les 3 orientations d'enseignement (général, technique et professionnel) en communauté française sont présents au collège.
Chaque année, les rhétoriciens organisent le Chimay Spring Festival